# Csíkszentkirály
Csíkszentkirály (románul Sâncrăieni, németül Heilkönig) falu  Romániában Hargita megyében.

## Fekvése
Csíkszeredától 7 km-re délkeletre, az Alcsíki-medence északi végénél, az Olt két partján, a Zsögödi-szoros előtt, Csíkzsögöd és Csíkszentimre közt fekvő település. Területe négy egykori falut ölel magába: Csíkszentkirály, Tiva, Poklondfalva és Kincseszeg.

## Nevének eredete
Nevét Szent István királynak szentelt középkori templomáról kapta.

## Története
Ősidők óta lakott hely. Területén kő-, bronz-, vaskori és a Sütőkertben végzett ásatások során Árpád-kori telepek nyomaira bukkantak. Andezitbányájában 1954-ben 14 darabból álló dák ezüstkincsleletre, egy ivókészletre leltek.
A település nevét 1332-ben Sancto Rege néven a pápai tizedjegyzékben említették először. 1566-ban Zent Kyraly, 1567-ben Zent kiralij, 1614-ben Szentkirály néven írták. 1614-ben végzett összeíráskor Szentkirályon 138 családfőt számoltak össze. 1694-ben a falu mellett futamították meg a Csíksomlyónál megvert tatár sereget a csíki székelyek, 8000 székely foglyot szabadítva ki. 1720-ban Léstyán Mózes katolikus paptanár nevét említette egy oklevél. 1910-ben 1606 lakosából 1601 magyar volt, melyből 1537 római katolikus, 38 görögkatolikus, 21 református volt. A trianoni békeszerződésig Csík vármegye Alcsíki járásához tartozott.
1992-ben 2429 lakosából 2382 magyar, 27 román és 20 cigány volt.
2004-ig a községhez tartozott Csíkszentlélek, Csíkmindszent, Fitód és Hosszúaszó, illetve Csíkszentimre és Csíkszentimrei Büdösfürdő, amelyekből megszervezték az önálló Csíkszentlélek községet, illetve Csíkszentimre községet.

## Nevezetességek

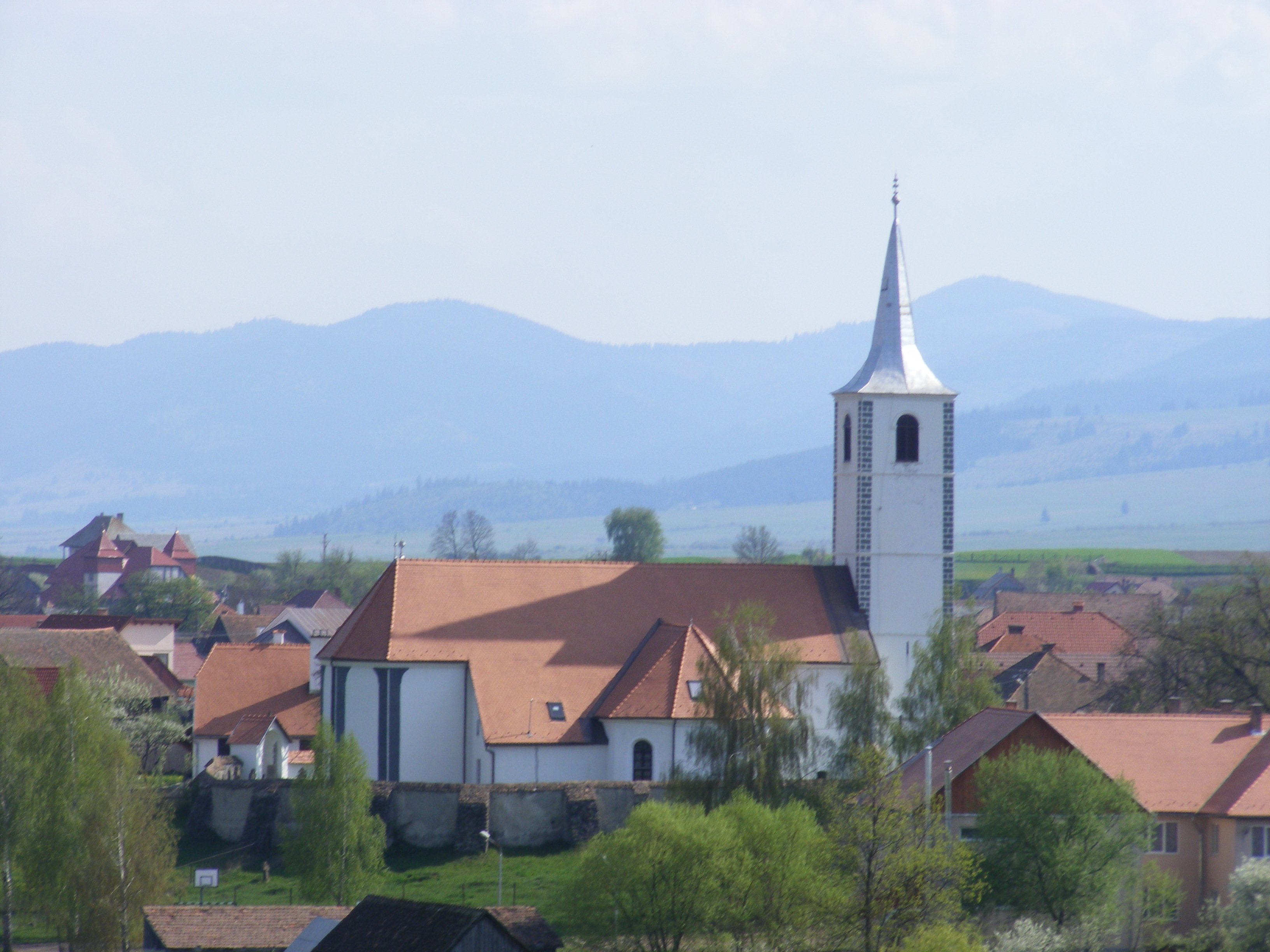
Csíkszentkirály Szent István temploma

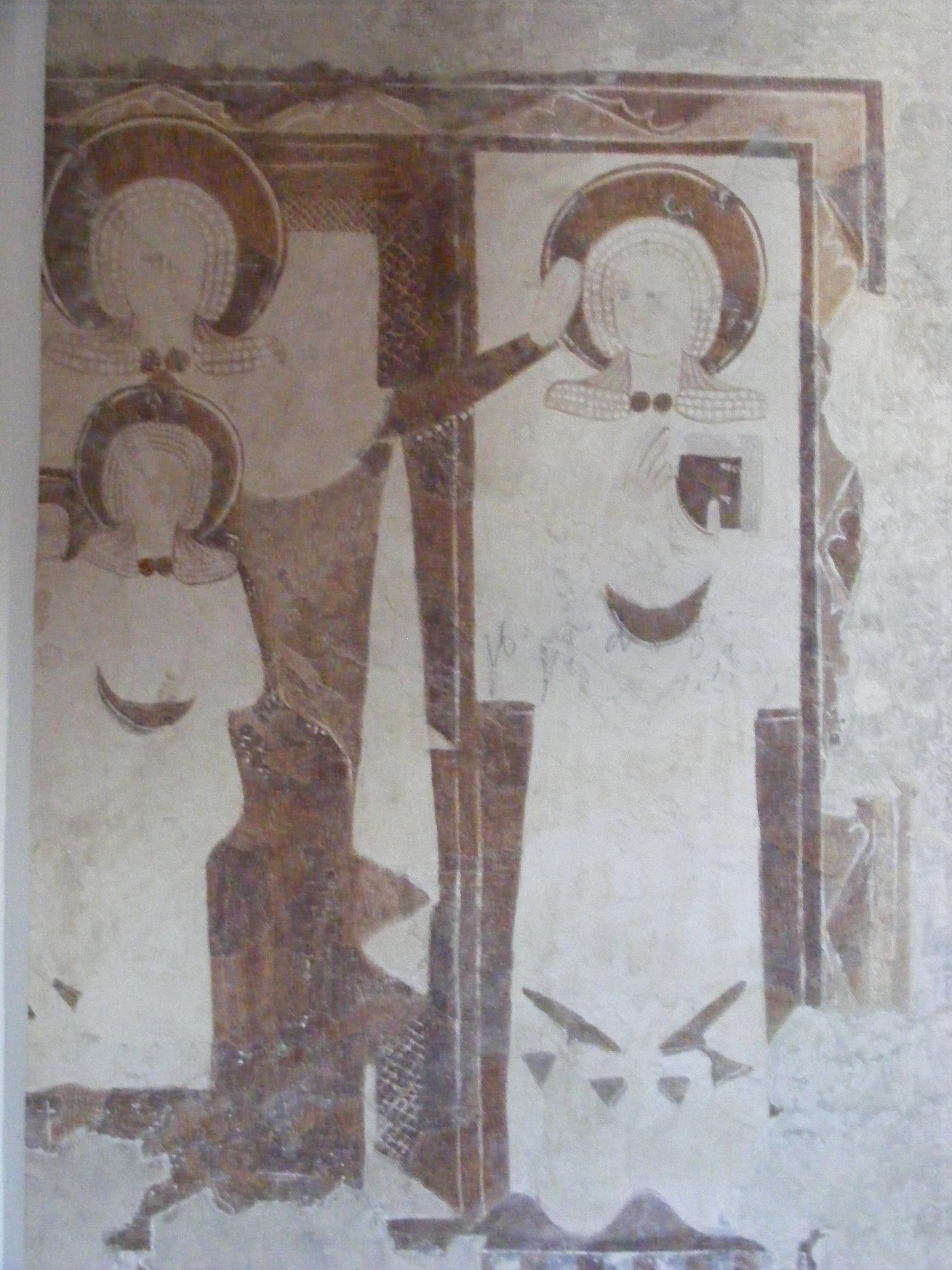
Templomi fal-képrészlet a Szent István templomban

- Római katolikus temploma román kori alapokra épült a 15. század második felében. 1759 és 1773 között bővítették és tornyát magasították. 1790-ben előcsarnokot, 1900-ban oldalkápolnát építettek hozzá.
- A falutól délre eső temetőben áll az 1528-ban épített temetőkápolna, melyet 1822-ben és 1866-ban újjáépítettek.
- Határában az Olt szűk völgye feletti Háromtetejnek nevezett dombon az Andrássyak ősi várkastélyának romjai látszanak.
- A falu egyedülállóan gazdag borvízforrásokban, 21 ház kertjében található borvízforrás, melyet három üzemben palackoznak. Legnevezetesebbike a "Hargita Gyöngye".
- Az Olt hídja melletti borvizes lápos terület a Borsáros természetvédelmi terület. Mellette láthatók az 1891-ben létesített, majd 1930-ban megújított fürdő romjai.
- A falunak néprajzi múzeuma van.

## Csíkszentkirály természeti kincsei
- Csíkszentkirály borvízforrásai
- Borsárosfürdő
- Borsáros-láp

## Híres emberek
- Itt született 1813-ban Simon Péter Jukundián ferences énekszerző, író a csíksomlyói tanítóképző egykori igazgatója.
- Itt született 1847-ben Vitos Mózes pap, író, helytörténész.
- Itt végezte elemi iskoláit, itt élt Tivai Nagy Imre (1849–1931), közíró.
- Itt született Léstyán Ferenc (Csíkszentkirály, 1913. február 12. – Székelyudvarhely, 2008. július 14.) egyházi író, egyháztörténész.
- Itt született 1921. november 29-én László Gábor közgazdász, erdészeti szakíró.
- Itt született 1925-ben György Papp Margit a Barcaság népművésze.
- A faluból származik az ősi székely-magyar grófi Andrássy család.
- Itt van eltemetve Cseke Vilmos matematikus, egyetemi tanár.

## Testvértelepülések
- Bárdudvarnok, Magyarország
- Berekfürdő, Magyarország
- Igal, Magyarország
- Krasznahorkaváralja, Szlovákia
- Tiszapéterfalva, Ukrajna
- Zalakomár, Magyarország
- Lukácsfalva, Szerbia
- Érsekcsanád,Magyarország